# Bernhard Joachim von Mørner
Bernhard Joachim von Mørner (død 22. december 1741 i Rendsborg) var en officer og general i dansk tjeneste.
Von Mørner var af en kendt adelsslægt fra Thüringen og antages at være søn af Bernhard Joachim von Mörner, der som brandenborgsk oberst faldt ved Fehrbellin 1675. Han kom 1701 i dansk tjeneste som oberstløjtnant ved det dragonregiment, som oberst Jacob Peter Bonar oprettede i hertug Christian Ulrik af Württemberg-Oels' navn, og som hørte til auxiliærtropperne i sømagternes tjeneste. 1706 blev Mørner forsat til 2. jyske Kavaleriregiment, 1709 til Livgarden til Hest. Her stod han i tre et halvt år og førte, da kongen selv var gardens chef, den egentlige regimentskommando. 1708 havde han fået obersts karakter, 1710 blev han brigader, 1713 generalmajor, 1717 generalløjtnant, 1719 hvid ridder. Blandt de krigstildragelser, hvori Mørner tog del, må særlig nævnes slagene ved Helsingborg 1710 og Gadebusch 1712. Mørner blev ved begge disse lejligheder hårdt såret. Han var også med i felttoget i Norge 1717-18.
Efter en lang fredsperiode rykkede Mørner atter i felten, da han 1734 udnævntes til general af kavaleriet og chef for et korps på 6000 mand, som Danmark under den Polske Arvefølgekrig stillede til kejserens rådighed. Han havde fra den Spanske Arvefølgekrig og den Store Nordiske Krig et udmærket navn for den omsigt, energi og glimrende personlige tapperhed, hvormed han havde ledet og gennemført sine rytterangreb. Under felttogene ved Rhinen 1734-35 blev der ingen brug for disse egenskaber; thi overgeneralen, den berømte prins Eugen, havde ganske forladt sin tidligere offensive krigsføringsmåde og søgte blot ved indviklede marcher og kontramarcher at undgå en afgørelse. Da der således ingen hæder var at vinde, synes de underordnede generaler at have søgt deres erstatning ved at udsuge befolkningen i de egne, hvor de opholdt sig. Ifølge breve fra korpsets næstkommanderende, Friderich Ehrenfried Amthor, til overkrigssekretæren drev Mørner og visse af hans undergivne (navnlig Henrik Bielke Kaas) dette uvæsen i et sådant omfang, at det truede med ganske at nedbryde disciplinen, og under påskud af, at der var forbeholdt ham et særligt hverv, blev Mørner derfor kaldt hjem forud for tropperne. 1738 tog han sin afsked og døde 22. december 1741.
2. januar 1718 havde Mørner i Rendsborg ægtet Christiane Elisabeth von Tritzschler, der fulgte ham under felttogene ved Rhinen og havde ord for at være stærkt medskyldig i mandens brandskatninger. 2 sønner, der samtidig med Mørner trådte ud af dansk tjeneste, må være af et tidligere ægteskab.